# Tierras lejanas
Tierras lejanas (The Far Country) es un wéstern del año 1954 dirigido por Anthony Mann y protagonizado por James Stewart, Ruth Roman y Walter Brennan. La película, cuya historia trata acerca de la fiebre del oro, es de los pocos westerns de la época, junto con The Spoilers y Alaska, tierra de oro, que desarrollan su acción en Alaska (si bien The Far Country se rodó en Canadá).

## Historia
En el año 1896, el vaquero Jeff Webster (James Stewart), llega a la ciudad de Seattle justo a tiempo de coger el barco hacia Dawson, Alaska. Webster viene de conducir su rebaño a través del país y es perseguido por la justicia; se le acusa de matar a otros dos vaqueros que quisieron darse a la fuga con parte del rebaño con que viajaban. En compañía de su lugarteniente Tatum (Walter Brennan), consigue subir al barco con su rebaño antes de ser atrapado.
Una vez en Alaska, Webster y Tatum se verán persuadidos por el panorama de la fiebre del oro, por las mujeres del lugar (Ronda Castle y Renee Vallon, interpretadas por Ruth Roman y Corinne Calvet, respectivamente), al mismo tiempo que se verán obligados a esconderse del shérif Gannon (John McIntire), que no descansará hasta llevar a Webster ante la justicia.

## Reparto[1]
- James Stewart (Jeff Webster)
- Ruth Roman (Ronda Castle)
- Corinne Calvet (Renee Vallon)
- Walter Brennan (Ben Tatem)
- John McIntire (Mr. Gannon)
- Jay C. Flippen (Rube Marsh)
- Henry "Harry" Morgan (Ketchum)
- Steve Brodie (Ives)
- Royal Dano (Luke)
- Connie Gilchrist (Hominy)
- Kathleen Freeman (Grits)
- Bob Wilke (Bert Madden)
- Chubby Johnson (Dusty)
- Jack Elam (Frank Newberry)
- Eddy C. Waller (Yukon Sam)
- Eugene Borden (Dr. Vallon)
- Robert Foulk (Kingman)
- Angeline Engler (Mrs. Kingman)
- Paul Bryar (Sheriff)
- Gregg Barton (Rounds)
- Allan Ray (Bosun)
- Connie Van (Molasses)
- Guy Wilkerson (Tanana Pete)
- Jack Williams (Shep)